# Rafel Crespí Ramis
Rafel Crespí Ramis (Pòrtol, Marratxí, Mallorca, 16 de gener de 1961 - Ib., 16 de febrer de 2020) va ser un mestre, escriptor i polític mallorquí.

## Biografia
Va néixer a la localitat de Pòrtol, fill de Bartomeu Crespí Canyelles, L'amet, i de Francesca Ramis Amengual, de cas Me. Va estudiar filologia catalana a la Universitat de Barcelona (1984). Va ser professor de l'Institut Berenguer d'Anoia d'Inca. Rafel Crespí va ser un dels activistes més implicats en la recuperació de la llengua catalana en les institucions i en l'àmbit de l'educació de les Illes Balears. Col·laborador de la revista Pòrtula des de la seva primera etapa. Ha coordinat, amb altres, la revista Latitud 39 (1981-83). Ha treballat a la Conselleria de Cultura, des d'on l'any 2003 va coordinar el Catàleg de publicacions escolars 2000-2003.
És autor dels llibres de narracions Personatjes(sic) (1994), Premi Recull de Reus, i Silencis (1995), així com de les novel·les Per què has vingut? (1996) i La música de les constel·lacions (2005). Ha col·laborat a Lluc i El Mirall. Va ser col·laborador del Diari de Balears. Era soci de l'Associació d'Escriptors en Llengua Catalana. Soci i col·laborador de l'Obra Cultural Balear, va impulsar la primera delegació de l'entitat a Marratxí, on en va exercir la presidència.
Des de 1991 va ser un actiu militant del PSM, a partir de 2013 integrat dins la coalició Més. El 1995 va resultar elegit regidor de l'ajuntament de Marratxí pel PSM.